# Parafia św. Katarzyny Aleksandryjskiej w Nowej Rudzie
Parafia św. Katarzyny Aleksandryjskiej w Nowej Rudzie-Słupcu znajduje się w dekanacie noworudzko-słupieckim w diecezji świdnickiej. Była erygowana w XVI w. Od 2 lipca 2017 roku do 26 lipca 2023, jej proboszczem był ks. kanonik Krzysztof Iwaniszyn. Od 26 lipca 2023 roku proboszczem parafii jest ks. kanonik Paweł Kuriata.   
| Lp. | Imię i nazwisko         | Lata probostwa          |
| --- | ----------------------- | ----------------------- |
| 1.  | ks. Jan Faber           | ?.?.1943 – 26.05.1946   |
| 2.  | ks. Ernest Michalski    | 23.06.1946 – 29.08.1947 |
| 3.  | ks. Wojciech Majkowski  | 23.11.1947 – 30.07.1952 |
| 4.  | ks. Andrzej Kolbusz     | 14.12.1952 – 30.07.1970 |
| 5.  | ks. Zdzisław Żmudziński | 01.07.1970 – 25.06.1986 |
| 6.  | ks. Jerzy Czernal       | 25.06.1986 – 30.06.2017 |
| 7.  | ks. Krzysztof Iwaniszyn | 01.07.2017 – 26.06.2023 |
| 8.  | ks. Paweł Kuriata       | 26.06.2023 - nadal      |

## Świątynie
- Kościół św. Katarzyny Aleksandryjskiej w Nowej Rudzie
- Sanktuarium Matki Bożej Bolesnej na Kościelcu

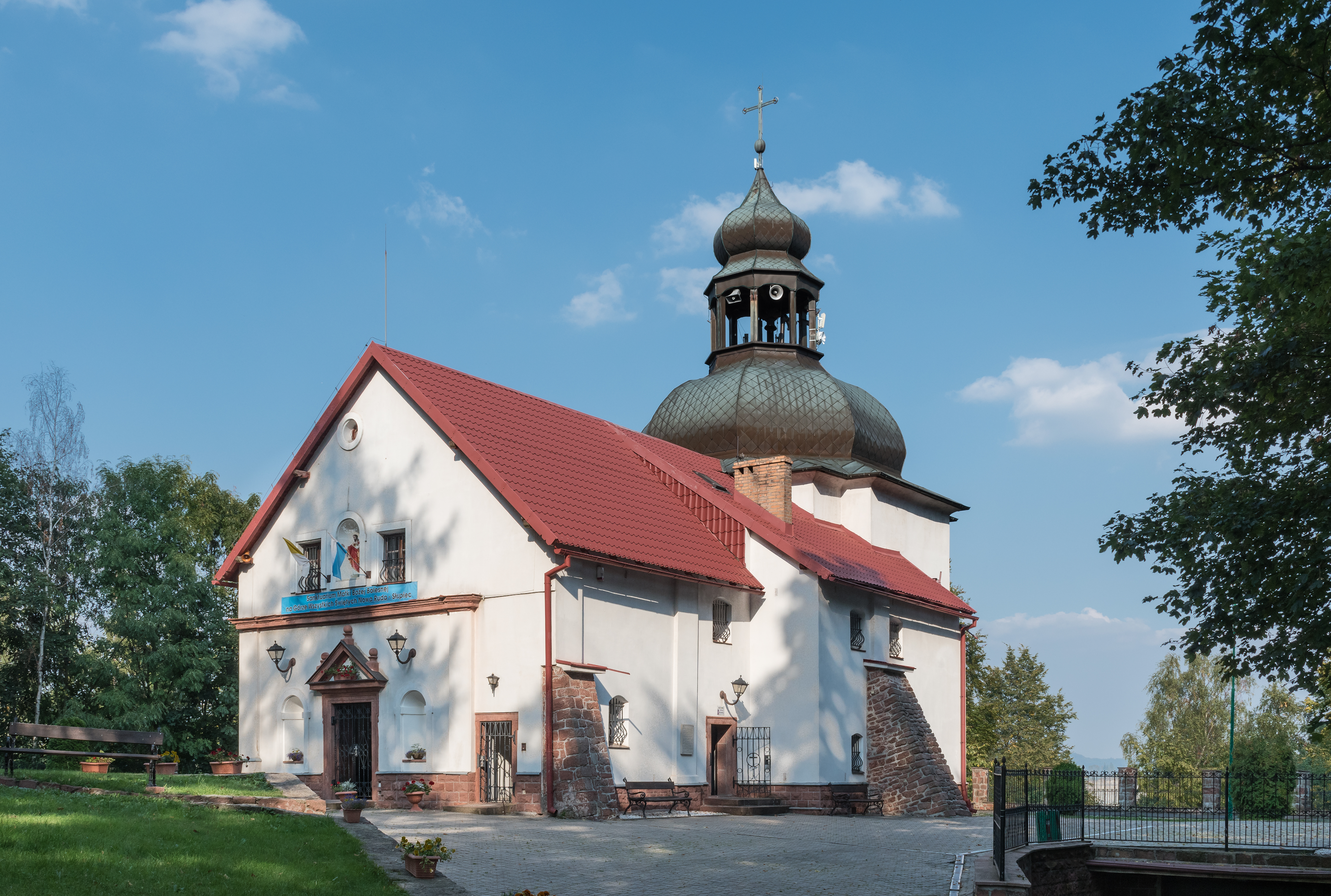
Sanktuarium MBB na Kościelcu